# دره بیداد سفلی
دره بیداد پائین روستایی است در شهرستان بروجرد در استان لرستان. این روستا در دهستان شیروان در بخش مرکزی این شهرستان قرار دارد.

## جمعیت
بنابر سرشماری مرکز آمار ایران، جمعیت این روستا در سال ۱۳۸۵، برابر با ۳۴ نفر بوده‌است که از این میان ۱۷ نفر مرد و بقیه زن بوده‌اند. این روستا ۷ خانوار جمعیت دارد.